# Nicolas Lopez
Nicolas Lopez (* 4. listopadu 1980, Tarbes, Francie) je bývalý francouzský sportovní šermíř, který se specializoval na šerm šavlí.
Francii reprezentoval v prvních letech jednadvacátého století. Na olympijských hrách startoval v roce 2008 v soutěži jednotlivců a družstev. V soutěži jednotlivců získal stříbrnou olympijskou medaili. V roce 2005 obsadil třetí místo na mistrovství Evropy v soutěži jednotlivců. S francouzským družstvem šavlistů vybojoval v roce 2008 zlatou olympijskou medaili a v roce 2006 vybojoval s družstvem titul mistra světa.